# Gare d'Union-Prilly
La gare d'Union-Prilly est une gare ferroviaire du chemin de fer Lausanne-Échallens-Bercher. Elle se situe sur le territoire de la commune de Prilly, dans le canton de Vaud, en Suisse. 

## Situation ferroviaire
Établie à 508 m d'altitude, la gare d'Union-Prilly est située au point kilométrique 1,46 de la ligne Lausanne – Bercher (101). Elle se situe entre la halte de Montétan et la halte de Prilly-Chasseur.

## Histoire

### Première gare

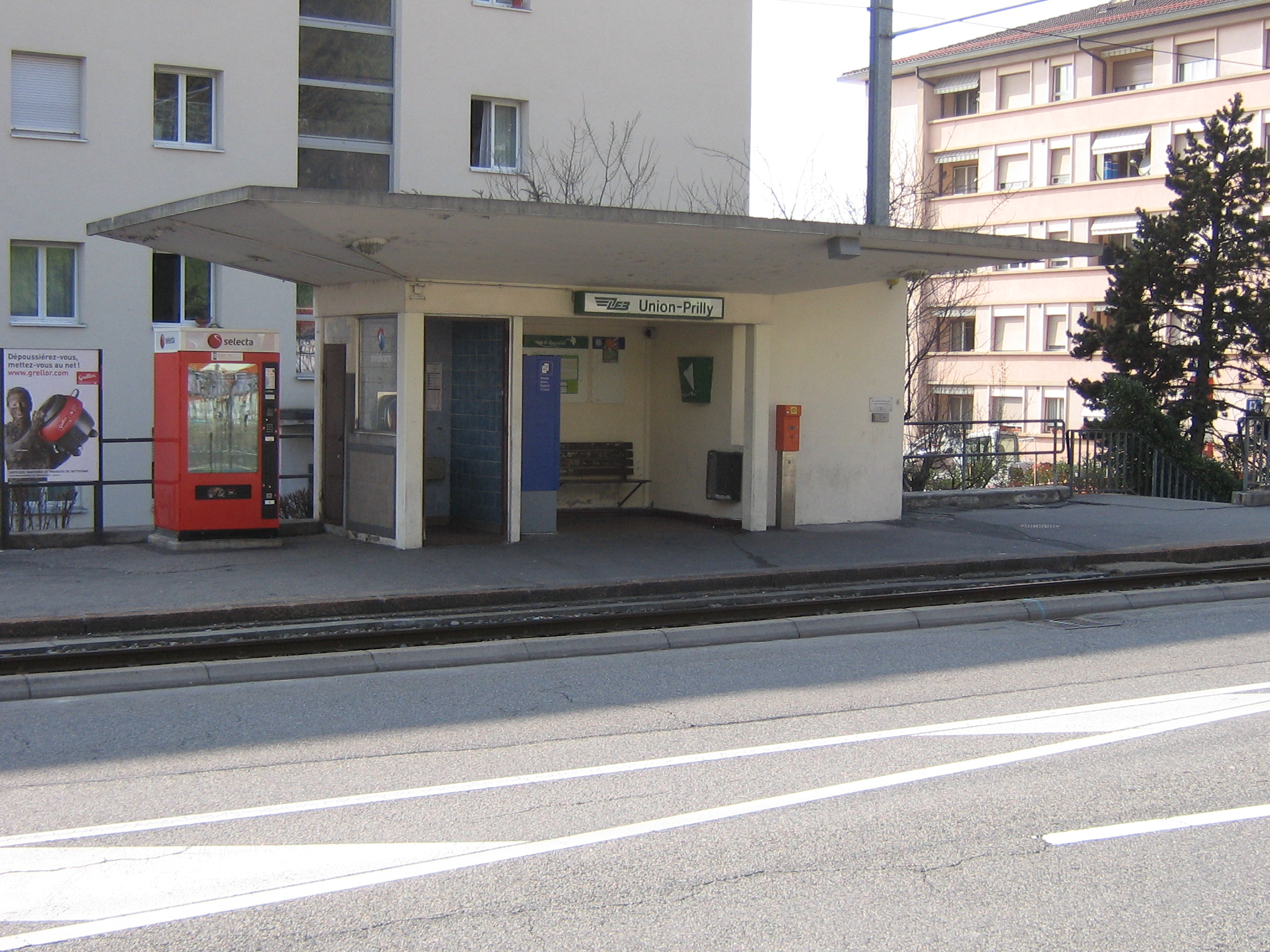
Aubette de la première gare.

La station est créée en 1935, dans le même élan que l'électrification de la ligne du LEB. D'abord un simple abri, elle devient une halte dotée d'une véritable construction en maçonnerie dès 1956.
Dans le but de réaliser une cadence au quart d'heure entre Lausanne-Flon et Cheseaux, la réalisation d'un point de croisement supplémentaire entre Chauderon et Jouxtens est nécessaire. Ainsi, des travaux de démolition et reconstruction sont prévus pour doter cette halte d'une deuxième voie, d'un quai central de 88 m de long avec une marquise de 60 m couvrant en partie ce dernier. Les travaux ont été mis à l'enquête aux mois de janvier et février 2009. Néanmoins, ce projet a fait part de plusieurs oppositions dont une de la part de l'Association Transports et Environnement notamment, pour des raisons d'abris pour vélos,. C'est pourquoi le projet d'une cadence au quart d'heure ne peut être réalisé tant que la station d'Union-Prilly n'est pas adaptée. Il est, par ailleurs, intéressant de relever que le nom de la station a été noté en caractères gras sur les tablettes des trains RBe 4/8. Ceci corrobore les propos étayés ci-avant.

### Deuxième gare

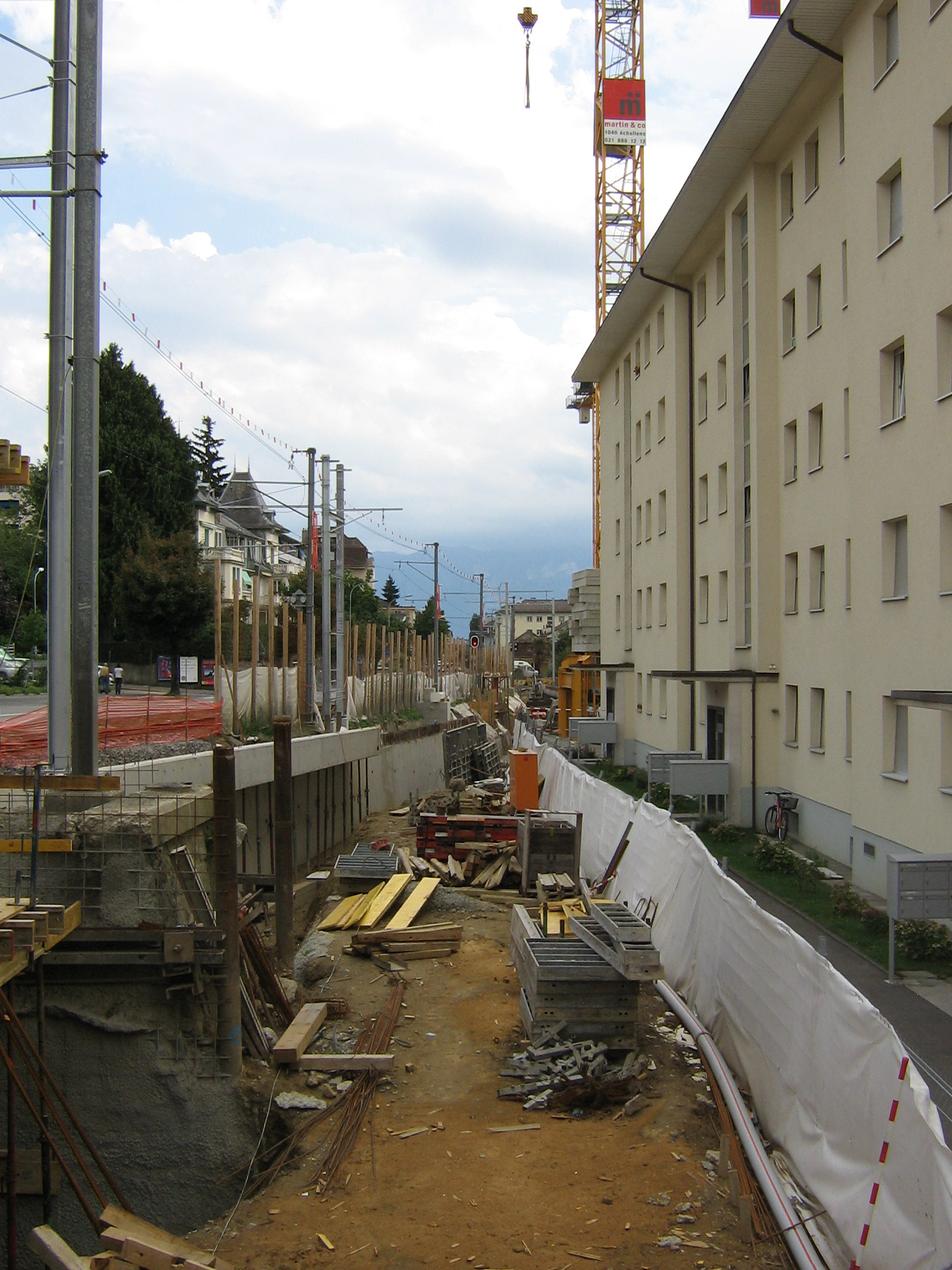
Chantier de 2012.

Une nouvelle gare est construite en 2012. Elle est déplacée, d'une centaine de mètres en direction Lausanne. Cela pour dégager le passage à niveau actuel. Cette gare est à double voie pour permettre le croisement des trains. L'horaire cadencé, toutes les 15 minutes, aurait dû être introduit le 9 décembre 2012. Toutefois, si la gare est bien prête le 9 décembre, les éléments de sécurité et de signalisation ne sont pas homologués, ce qui repousse l'introduction du nouvel horaire. Les travaux, eux-mêmes, débutent le 7 mai 2012,,,,. Ces derniers sont entrepris de façon à limiter les interruptions du trafic ferroviaire. Toutefois, la pose d'aiguillages nécessite d'interrompre le trafic à plusieurs reprises lors des week-ends du mois de juillet et août 2012. Afin d'améliorer les conditions de vie des riverains de la future gare, les voies sont posées sur un revêtement absorbant d'une épaisseur de 2 cm ainsi que des parois antibruits permettant une isolation phonique et visuelle des fenêtres des immeubles vis-à-vis des voies.
Le chantier crée toutefois certaines tensions avec le voisinage immédiat, notamment à cause de travaux de nuit. En effet, le trafic n'est pas interrompu et il est interdit d'utiliser les grues au-dessus de la caténaire lorsque celle-ci est sous tension. Néanmoins, selon la compagnie, ces travaux continus en milieu urbain ont été choisis volontairement afin de limiter le plus possible l'impact sur l'échelle temporelle. Diverses solutions sont apportées comme le relogement d'habitants voisins directs du chantier à l'hôtel durant les travaux,.
En 2013, la gare compte une moyenne de 687 passagers par jour, soit 3,25 % des mouvements journaliers de la ligne

## Service des voyageurs

### Accueil
Point d'arrêt non géré, elle dispose de bancs abrités sous le toit du quai ainsi qu'un distributeur de billets, un interphone d'urgence et un oblitérateur pour les cartes multicourses sont présents. On y trouve également un ascenseur et deux escaliers qui donnent accès au quai qui sert les deux voies. La station est protégée par vidéosurveillance.

Installations et desserte
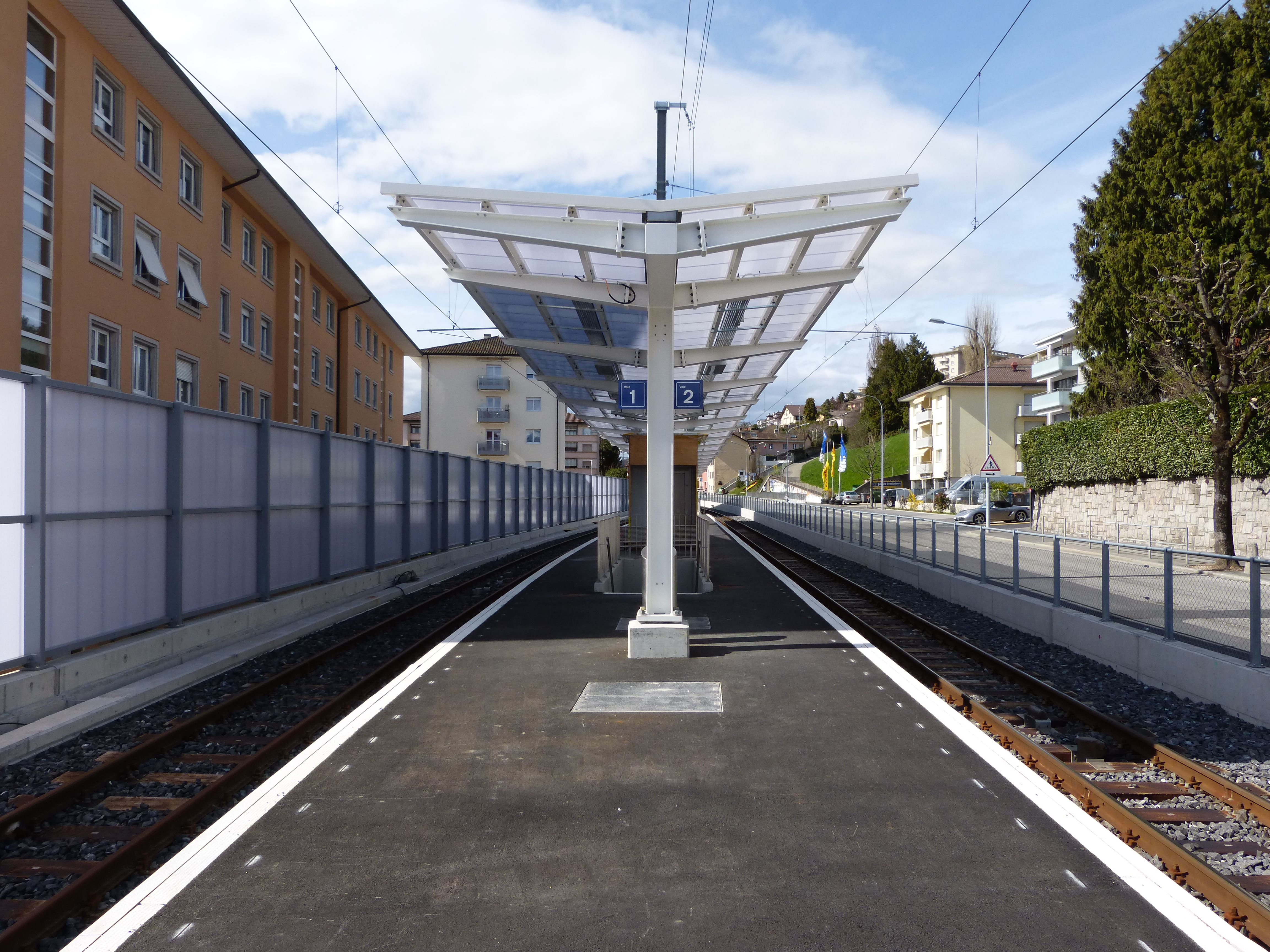
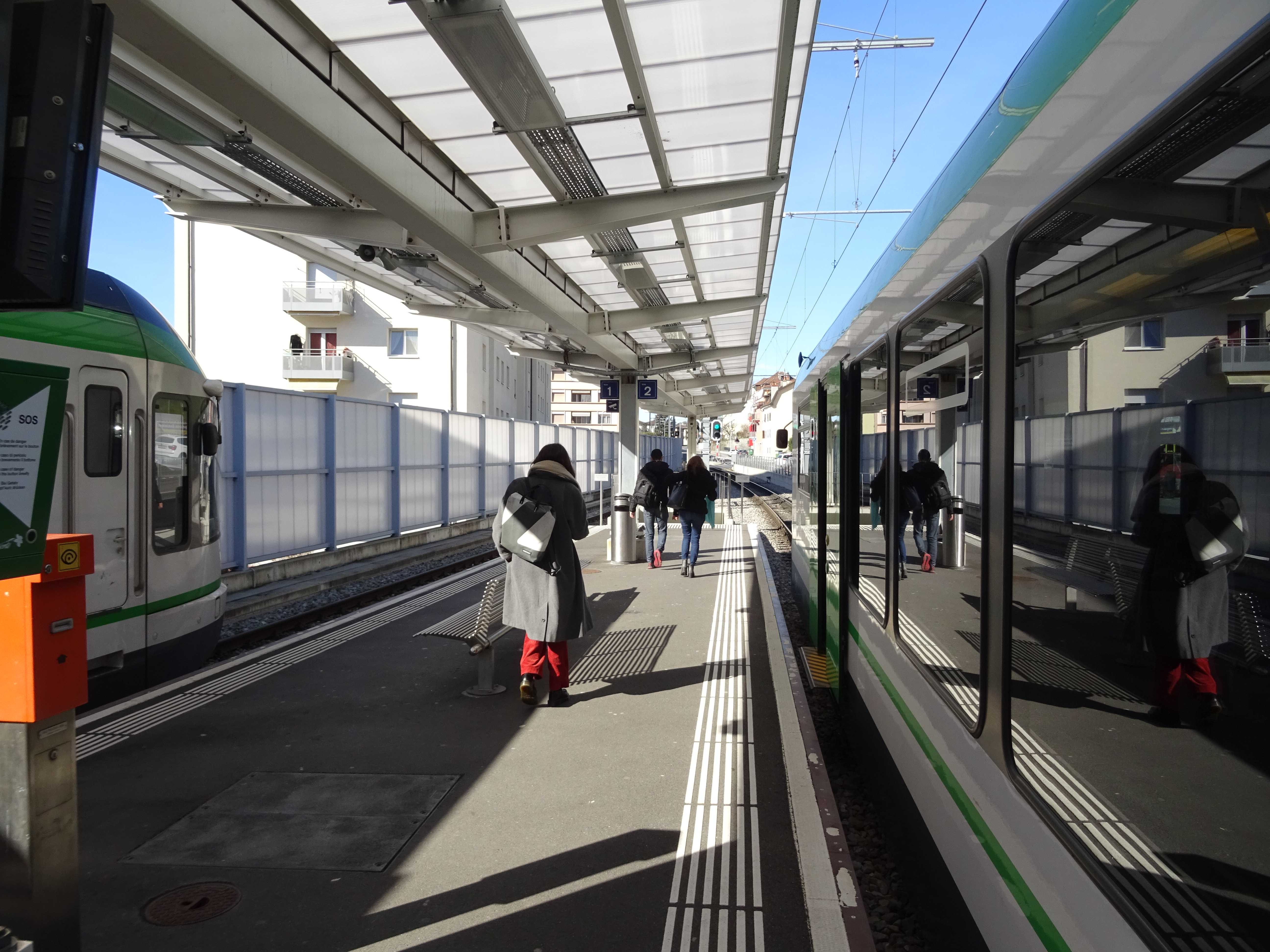
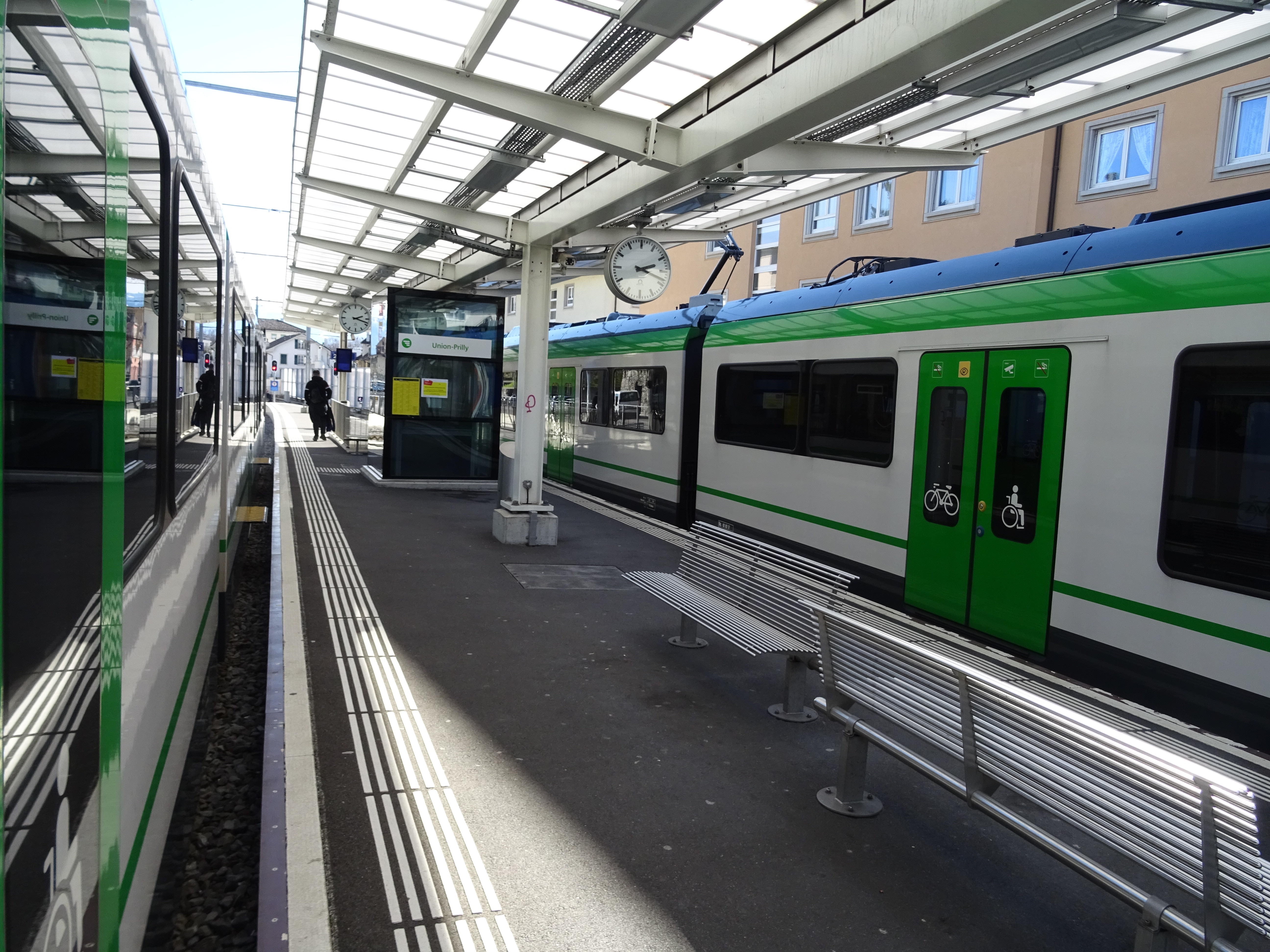

### Desserte
Union-Prilly est desservie par des trains régionaux à destination de Bercher, d'Échallens et de Lausanne-Flon.